# Eric Raymond
Pour les articles homonymes, voir Raymond, Éric Raymond, ESR et Eric Raymond (aviateur).
Eric Steven Raymond (né le 4 décembre 1957 à Boston, Massachusetts, aux États-Unis), connu également sous les initiales ESR, est un hackeur américain célèbre à qui l'on doit notamment la popularisation du terme « open source » par opposition à celui de « free software » (logiciel libre). Il est l'auteur du livre La Cathédrale et le Bazar qui résume ses points de vue sur ce sujet.

## Open source / Free software
La différence terminologique entre « open source » et « logiciel libre » a pour but de souligner une divergence de vues idéologique avec Richard Stallman, fondateur de la Free Software Foundation. Alors que ce dernier met en avant les mérites plutôt éthiques et philosophiques des logiciels libres, Eric Raymond quant à lui rejette cette rhétorique qu'il qualifie de « très séduisante » mais qu'il juge moralisatrice et normative. Il préfère souligner, de manière plus pragmatique, la qualité des logiciels à code source ouvert d'un point de vue purement technique, utilitaire et économique. Il pense notamment que c'est beaucoup plus efficace pour convaincre le grand public ainsi que les entreprises.
En outre pour lui le terme « Free Software » est un objet de confusion du fait qu'en anglais free signifie gratuit (or il n'y a pas forcément d'identité entre un logiciel libre et un logiciel gratuit).
Eric Raymond a souvent critiqué de manière virulente la Free Software Foundation et la licence GNU GPL, et notamment sa volonté hégémonique. Il pense que si ces licences ont été utiles au départ, elles ne le sont plus : étant donné que le développement libre est plus efficace que le développement non-libre, un auteur qui développerait un code non-libre à partir d'un code libre serait immanquablement puni économiquement par la production d'un code moins efficace que les améliorations libres du code libre. L'économie de marché (rapport coût-avantage, choix du public…) ferait tout le travail du copyleft ou de ces contre-licences, sans décourager les nouveaux arrivants.

## Éléments biographiques
Avant de s'installer en Pennsylvanie en 1971, Eric Raymond a vécu au Venezuela. Il affirme que c'est sa paralysie cérébrale congénitale qui l'a motivé à envisager un avenir dans l'informatique.
Eric Raymond est aussi un passionné d'arme semi-automatique.
Il commence sa carrière dans le développement de logiciel propriétaire entre 1979 et 1985, expérience qu'il regrette et dont il dit avoir beaucoup souffert à titre personnel.
Utilisant internet depuis 1976, il s'est impliqué dans ses activités d'ingénierie en 1983. Il a influencé le design du système de noms de domaines (DNS), écrit un des protocoles associé au SMTP (ETRN, Fetchmail), participé aux RFC.
Il a été éditeur du Jargon File depuis qu'il l'a adopté en 1990.
C'est en 1997, qu'il acquiert une notoriété comme un des importants leaders et théoriciens du mouvement open source, qui est en fait une scission de la FSF, certains membres voulant prendre leurs distances avec une attitude qu'ils jugeaient sectaire ou intégriste de la part de certains autres.
À partir de la fin des années 1990, en partie grâce à la popularité de son essai La Cathédrale et le Bazar, Raymond devient une voix importante dans le mouvement open source. Il cofonde l'Open Source Initiative (OSI) en 1998, assumant le rôle autoproclamé d'ambassadeur de l'open source auprès de la presse, des entreprises et du public. Il reste actif au sein de l'OSI, mais quitte la présidence de l'OSI en février 2005. Au début du mois de mars 2020, il est retiré de deux listes de diffusion de l'Open Source Initiative en raison de messages qui violaient le code de conduite de l'OSI,,,.
Les productions informatiques d'Eric Raymond sont moins connues que celles d'autres hackers célèbres tels que Richard Stallman ou Linus Torvalds. On lui doit notamment quelques contributions à GNU Emacs et à des bibliothèques Unix, puis au jeu vidéo La Bataille pour Wesnoth. Il est surtout connu comme le principal hacker des bibliothèques Lisp de GNU Emacs des années 1991 à 1993, mais également pour ses mises à jour du client de messagerie Fetchmail. Il est aussi l'auteur de nombreux didacticiels, Howto et de FAQ, dont un certain nombre font partie du Projet de Documentation Linux (Linux Documentation Project (en)), et a publié en 2003 The Art of Unix Programming.
En 2005, il réduit ses activités dans l'Open Source Initiative et rejoint en septembre 2006 l'équipe de Freespire, une distribution Linux dérivée du système d'exploitation Linspire.
En juin 2009, Raymond participe à la création du site hacktiviste NedaNet, fondé en hommage à Neda Soltan, pour « soutenir la révolution démocratique en Iran » à travers des serveurs proxy, des anonymiseurs, etc. À ce titre, il a été l'objet de menaces, dont une menace de mort sur son blog qu'il affirme avoir signalée au FBI, qui la prendrait au sérieux.

### Prises de position
En 2015, Raymond accuse l'Ada Initiative et d'autres groupes de femmes dans le monde informatique de tenter de piéger les dirigeants masculins de l'open source afin de les accuser de viol.
Il déclare sur son blog que « la promiscuité sexuelle incontrôlée observée parmi les homosexuels dans les années 1970 aurait contribué à la propagation du VIH » et que « Les policiers qui réagissent à un homme noir "dans la tranche d'âge critique" se comportant de manière suspicieuse comme s'il représentait une menace létale, agissent de manière rationnelle et non raciste »,.

### Autres intérêts
En plus de son intérêt pour l'informatique, et parfois de manière complémentaire, Raymond est passionné par la science-fiction et par son fandom. Il est ceinture noire de taekwondo et est également néopaganiste. Fervent défenseur du droit de détenir et de porter une arme à feu, ses positions à ce sujet comme pour les logiciels open source sont présentées par Eric Raymond, qui se revendique anarchiste, comme les éléments d'une idéologie politique plus vaste appelée libertarianisme [réf. souhaitée], qu'il soutient [réf. souhaitée], bien que ces deux philosophies ne soient pas en totale corrélation[non neutre]. Il est membre du Parti libertarien,.